# Lucidity
Lucidity é o álbum de estreia da banda neerlandesa de metal sinfônico Delain, lançado em 4 de setembro de 2006 através da Roadrunner Records.

## Antecedentes
Após a sua saída do grupo Within Temptation em 2001 devido à problemas de saúde, o líder e tecladista Martijn Westerholt fundou o Delain no ano de 2002, envisionando-o apenas como um projeto de estúdio com músicos convidados ao invés de uma banda. Ele chegou a lançar uma demo intitulada Amenity em dezembro de 2002 com alguns músicos locais da cidade de Zwolle, que incluiu as faixas "Maniken", "Predestined Lives", "Amenity" e "Forest", sendo as três primeiras, versões rudimentares do que viriam a se tornar "Daylight Lucidity", "Frozen" e "Silhouette of a Dancer", respectivamente.
Apesar de Westerholt continuar escrevendo sua própria música, o projeto ficou inativo até 2005, quando ele convidou a cantora Charlotte Wessels para assumir a função de vocalista principal e cocompositora, culminando num contrato com a gravadora neerlandesa Roadrunner. Desse momento em diante, deu-se início o processo de composição e produção de Lucidity.

## Composição e produção
Embora algumas canções já haviam estado presentes de maneira rudimentar na demo Amenity (2002), elas passaram por mudanças antes de serem gravadas em Lucidity, além de terem algumas letras alteradas ou adicionadas por Charlotte Wessels e o compositor Guus Eikens, que serviu como um membro adicional durante todo o processo de produção do álbum, sendo ele o responsável por escrever os versos em latim do coro no início da faixa "Sever". Westerholt também dispunha de uma boa rede de conexões entre cantores e músicos europeus conhecidos na cena do metal, o que resultou na presença de alguns nomes importantes como Marco Hietala do Nightwish, Sharon den Adel do Within Temptation, e Liv Kristine do Leaves' Eyes em seu projeto.
As bases vocais de todas as canções foram gravadas primeiramente por Wessels, que seria a vocalista principal, e a partir daí os demais cantores selecionaram as faixas com as quais mais se identificaram. Den Adel escolheu "No Compliance", e Kristine preferiu "See Me in Shadow" e "A Day for Ghosts", enquanto Hietala não teve nada planejado de início, tendo desenvolvido suas linhas vocais espontaneamente no estúdio enquanto gravava o baixo. O cantor George Oosthoek também executou os guturais em três canções. Para as guitarras foram convidados Ad Sluijter (Epica), Jan "Örkki" Yrlund (Imperia), Oliver Phillips (que também serviu como produtor) e Eikens, enquanto toda a bateria foi executada por Ariën van Weesenbeek.
De modo a acomodar a disponibilidade de todos os músicos envolvidos no projeto, o disco teve que ser gravado entre 2005 e 2006 em diferentes estúdios europeus. A maior sessão ocorreu em meados de 2005 no estúdio Spacelab em Grefrath, Alemanha, com os vocais de Kristine sendo gravados no estúdio Mastersound, na cidade alemã de Steinheim. Já as sessões com Hietala aconteceram no Sonic Pump, localizado em Helsinque, Finlândia, enquanto os vocais de Den Adel foram registrados em um estúdio particular nos Países Baixos.

## Lançamento e promoção

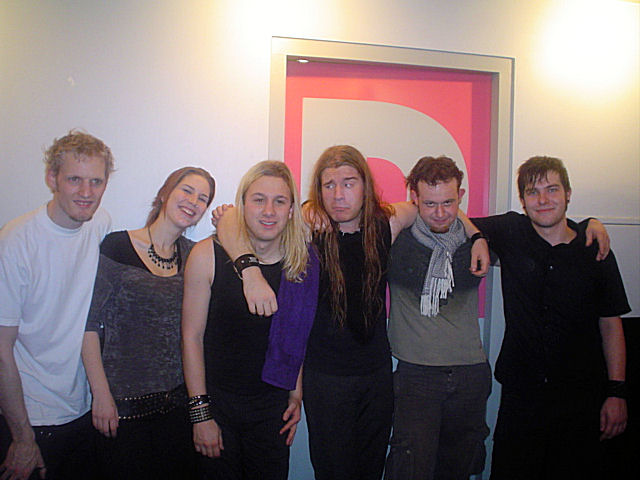
A primeira formação ao vivo da banda, da esquerda para a direita: Westerholt, Wessels, Landa, Van der Loo, Zoer e Van Lente

O disco seria originalmente lançado em abril de 2006, mas foi adiado algumas vezes até finalmente ser liberado em 4 de setembro de 2006 na Europa, debutando na 43.ª posição das paradas neerlandesas. As canções "Frozen", "See Me in Shadow" e "The Gathering" também foram lançadas como singles ao longo do ano de 2007. O álbum ganhou uma rápida notoriedade entre os fãs do gênero devido à presença de nomes conhecidos envolvidos em sua produção, fazendo com que a gravadora Roadrunner propusesse a Westerholt que ele formasse uma banda ao vivo para promover o álbum com uma turnê. Os músicos Charlotte Wessels, Ronald Landa, Ray van Lente, Rob van der Loo e Sander Zoer foram então definidos nos vocais, guitarras, baixo e bateria, respectivamente.
A primeira apresentação ao vivo dessa formação ocorreu em 18 de junho de 2006, num evento promovido pela banda Within Temptation, e a turnê de Lucidity teve seu início oficial em 23 de setembro de 2006 na cidade natal de Zwolle, Países Baixos, encerrando em 30 de dezembro de 2008 em Potsdam, Alemanha. Ainda durante essa turnê, a banda chegou a incluir duas canções de seu próximo álbum April Rain (2009) no repertório, sendo elas "Stay Forever" e "Start Swimming".
Lucidity foi lançado nos Estados Unidos somente em 22 de junho de 2010 através da Sensory Records. Uma versão remasterizada em comemoração aos dez anos do álbum também foi liberada em 21 de outubro de 2016, contendo algumas faixas extras ao vivo e um medley inédito. Através dessa cópia remasterizada, era possível obter um código para fazer o download das músicas nas versões instrumentais.

## Recepção da crítica
| Críticas profissionais | Críticas profissionais |
| Avaliações da crítica  | Avaliações da crítica  |
| Fonte                  | Avaliação              |
| ---------------------- | ---------------------- |
| AllMusic               | [ 1 ]                  |
| About.com              | [ 16 ]                 |
| Metal Storm            | [ 17 ]                 |
| Sonic Cathedral        | [ 18 ]                 |

O resenhista do AllMusic, Eduardo Rivadavia, comentou que "a cantora Charlotte Wessels tem uma voz linda, tão pura e poderosa quanto qualquer outra diva do metal europeu, mas no fim, carece de identidade individual suficiente para se destacar das colegas Sharon den Adel e Liv Kristine". Já Chad Bowar do About.com, descreveu o som de Lucidity como "um metal gótico com guitarras bombásticas e camadas de teclados atmosféricos", e também mencionou Wessels dizendo que ela "não é uma soprano operística como muitas cantoras góticas, mas tem um belo tom alto e canta com emoção e sutileza".
O comentarista do Metal Storm citou Lucidity como o melhor álbum de metal sinfônico de 2006, e destacou o fato da faixa "No Compliance" ter unido os vocalistas do Nightwish e Within Temptation, consideradas as maiores bandas do gênero. Segundo ele, "o que separa Lucidity de outros álbuns é sua homogeneidade na qualidade da música". Na resenha do Sonic Cathedral, foi abordado o fato de Marco Hietala aparecer em demasiadas canções, o que soa "com o único propósito de ganhar dinheiro, já que a inclusão dessas vozes faz muito pouco pela música", embora tenha elogiado o nível de profissionalismo e capricho na sonoridade geral.
Em 2021, foi eleito pela Metal Hammer como o 20.º melhor álbum de metal sinfônico de todos os tempos.

## Faixas
| N.º            | Título                        | Letras                       | Música                        | Duração |  |
| 1.             | "Sever"                       | Martijn Westerholt           | Westerholt                    | 4:53    |  |
| 2.             | "Frozen"                      | Westerholt Charlotte Wessels | Westerholt                    | 4:43    |  |
| 3.             | "Silhouette of a Dancer"      | Westerholt Wessels           | Westerholt Jan "Örkki" Yrlund | 5:25    |  |
| 4.             | "No Compliance"               | Westerholt                   | Westerholt                    | 5:10    |  |
| 5.             | "See Me in Shadow"            | Westerholt Wessels           | Westerholt                    | 4:41    |  |
| 6.             | "Shattered"                   | Westerholt                   | Westerholt                    | 4:20    |  |
| 7.             | "The Gathering"               | Guus Eikens                  | Eikens                        | 3:35    |  |
| 8.             | "Daylight Lucidity"           | Westerholt Eikens            | Westerholt Eikens             | 4:36    |  |
| 9.             | "Sleepwalkers Dream"          | Westerholt Wessels           | Westerholt                    | 4:27    |  |
| 10.            | "A Day for Ghosts"            | Westerholt                   | Westerholt                    | 3:37    |  |
| 11.            | "Pristine"                    | Rein Doze                    | Westerholt                    | 4:31    |  |
| 12.            | "(Deep) Frozen" (faixa bônus) | Wessels                      | Westerholt                    | 4:44    |  |
| Duração total: | Duração total:                | Duração total:               | Duração total:                | 54:42   |  |

| Edição japonesa |                                            |                    |                   |         |  |
| N.º             | Título                                     | Letras             | Música            | Duração |  |
| 13.             | "Silhouette of a Dancer" (versão acústica) | Westerholt Wessels | Westerholt Yrlund | 3:23    |  |
| Duração total:  | Duração total:                             | Duração total:     | Duração total:    | 58:05   |  |

| Edição americana |                                                 |                    |                   |         |  |
| N.º              | Título                                          | Letras             | Música            | Duração |  |
| 13.              | "Frozen" (versão acústica)                      | Westerholt Wessels | Westerholt        | 4:32    |  |
| 14.              | "Silhouette of a Dancer" (versão acústica)      | Westerholt Wessels | Westerholt Yrlund | 3:24    |  |
| 15.              | "See Me in Shadow" (versão acústica)            | Westerholt Wessels | Westerholt        | 3:39    |  |
| 16.              | "No Compliance" (apenas os vocais de Charlotte) | Westerholt         | Westerholt        | 5:10    |  |
| Duração total:   | Duração total:                                  | Duração total:     | Duração total:    | 71:27   |  |

| The 10th Anniversary Edition |                                    |                    |                                                                                        |         |  |
| N.º                          | Título                             | Letras             | Música                                                                                 | Duração |  |
| 13.                          | "Silhouette of a Dancer" (ao vivo) | Westerholt Wessels | Westerholt Yrlund                                                                      | 5:49    |  |
| 14.                          | "Shattered" (ao vivo)              | Westerholt         | Westerholt                                                                             | 4:26    |  |
| 15.                          | "Pristine" (ao vivo)               | Doze               | Westerholt                                                                             | 5:11    |  |
| 16.                          | "Medley" (instrumental)            |                    | Westerholt Otto Schimmelpenninck van der Oije Timo Somers Ruben Israel Oliver Philipps | 3:27    |  |
| Duração total:               | Duração total:                     | Duração total:     | Duração total:                                                                         | 73:35   |  |

## Desempenho comercial
| Paradas (2006)               | Melhor posição |
| ---------------------------- | -------------- |
| Países Baixos (Dutch Charts) | 43             |

## Créditos
Os créditos foram adaptados do encarte do álbum Lucidity.
Banda
- Martijn Westerholt – teclado, orquestração, produção
- Charlotte Wessels – vocais

Músicos convidados
- Ad Sluijter – guitarra (1, 2, 4, 9, 10, 11)
- Ariën van Weesenbeek – bateria
- George Oosthoek – vocais (3, 11, 12)
- Guus Eikens – guitarra (3, 6, 7, 8, 11), vocais (coro)
- Jan "Örkki" Yrlund – guitarra (2, 4, 5)
- Liv Kristine – vocais (5, 10)
- Marco Hietala – vocais (1, 4, 7, 8, 10), baixo
- Oliver Phillips – guitarra (4), orquestração, produção
- Rosan van der Aa – vocais (coro)
- Rupert Gillet – violoncelo (3, 4, 5)
- Sharon den Adel – vocais (4)

Equipe técnica
- Alexander Krull – engenharia
- Christian Moos – engenharia
- Daniel Gibson – engenharia
- Gabor Nijenhuis – fotografia
- Kai Joachim – fotografia
- Karen Rosetzsky – fotografia
- Scale to Fit – design
- Stefan Helleblad – mixagem
- Tero Kinnunen – engenharia
- Thomas Eberger – masterização
- Toni Härkönen – fotografia
- Wilberto van den Boogaard – fotografia